# Bulbophyllum mirabile
Bulbophyllum mirabile là một loài phong lan thuộc chi Bulbophyllum.